# Bój pod Pęcicami
Bój pod Pęcicami – bitwa stoczona 2 sierpnia 1944 przez jednostki wojskowe Armii Krajowej należące do IV Obwodu „Ochota” i VI Rejonu „Helenów” Obwód VII „Obroża” z wojskiem niemieckim w trakcie powstania warszawskiego.

## Historia
W nocy z 1 na 2 sierpnia większość oddziałów wojskowych Obwodu Ochota pod dowództwem ppłk. Mieczysława Sokołowskiego ps. „Grzymała” rozpoczęło wycofywanie się z Ochoty w kierunku Lasów Sękocińskich i Lasów Chojnowskich. Wykorzystując skład Elektrycznych Kolei Dojazdowych powstańcy przedostali się do podwarszawskiej wsi Reguły, skąd o godzinie 5.00 zgrupowanie, liczące około 700 osób, skierowało się przez Pęcice w kierunku lasów. W budynku dworu w Pęcicach stacjonowały oddziały niemieckie 19. Dolnosaksońskiej Dywizji Pancernej. Odległość z Reguł do Pęcic wynosiła ok. 2 km. Należało pokonać polną drogę wiodącą stokiem ku Pęcicom, a następnie kolejny odcinek prowadzący przez groblę wzdłuż szerokiej, podmokłej łąki. W chwili, gdy oddziały powstańcze znajdowały się na grobli, od strony Pęcic pojawiły się samochody z wojskiem niemieckim. Wywiązała się potyczka, której wynik był korzystny dla powstańców. Odgłosy walki zaalarmowały oddziały niemieckie stacjonujące w pęcickim dworze. Do walki włączyły się również posiłki SS z Pruszkowa, dwa czołgi oraz samolot rozpoznawczy Fieseler Fi 156 Storch. Dobrze usytuowane jednostki niemieckie raziły celnym ogniem broni maszynowej kolumnę wojsk powstańczych, która podzieliła się na dwie części. Trzy bataliony harcerskie nacierały po lewej stronie drogi i wiązały główne siły nieprzyjaciela. Główne siły zgrupowania pod osłoną natarcia obeszły Pęcice z prawej strony.
Oddziały nacierające bezpośrednio na Pęcice poniosły duże straty w zabitych i wziętych do niewoli. 31 powstańców poległo, a 80, w większości rannych, zostało pochwyconych. 20 osób oszczędzono na skutek wstawiennictwa jednego z oficerów niemieckich, Ślązaka z pochodzenia. Pozostałych 60 powstańców poddano torturom i rozstrzelano 2 sierpnia 1944 roku około godziny 18 na terenie parku pałacowego w Pęciach.
Do Lasów Sękocińskich, a następnie do Lasów Chojnowskich dotarła grupa licząca około 400 powstańców (reszta rozproszyła się po okolicznych miejscowościach). Po dozbrojeniu oddział dowodzony przez ppłk. Sokołowskiego ruszył w nocy z 18 na 19 sierpnia na pomoc walczącej Warszawie, jednak został rozbity przez siły niemieckie w okolicach Wilanowa.

## Pamięć
W kwietniu 1946 dokonano ekshumacji szczątków 91 poległych i pomordowanych, z których zidentyfikowano na miejscu 67 osób, a w późniejszym okresie – dalsze 8 osób. 16 osób pozostaje niezidentyfikowanych. Wszystkie szczątki złożono we wspólnej mogile na terenie parku pęcickiego. Ze składek rodzin poległych i pomordowanych, a także ofiarności społeczeństwa i dotacji Jana Mazurkiewicza „Radosława” wybudowano na mogile pomnik-mauzoleum. Ciała 3 powstańców zostały przeniesione do grobów rodzinnych i obecnie na trenie pęcickiego parku pochowanych jest 88 powstańców.
Od 1967 roku Oddział Stołeczny PTTK im. A. Janowskiego i Klub PTTK Varsovia organizują Rajd Turystyczno-Krajoznawczy „Po kamienistej drodze” poświęcony pamięci uczestników boju, w trakcie którego m.in. odbywa się apel poległych oraz składanie wieńców na mogile powstańczej. Od 2004 roku organizowany jest także, w rocznicę zakończenia powstania warszawskiego, rajd młodzieży szkolnej.